# Polisportiva Turris 1948-1949

## Rosa
| N. |                   | Ruolo | Calciatore          |
| -- | ----------------- | ----- | ------------------- |
|    | Italia (bandiera) |       | Battista            |
|    | Italia (bandiera) |       | Vittorio Capone I   |
|    | Italia (bandiera) |       | Alfredo Capone II   |
|    | Italia (bandiera) |       | Catello Carubbi     |
|    | Italia (bandiera) |       | Vittorio Dedone     |
|    | Italia (bandiera) |       | Salvatore Del Prete |
|    | Italia (bandiera) |       | Di Pinto            |
|    | Italia (bandiera) |       | Domenico Giordano I |
|    | Italia (bandiera) |       | Carmine Giordano II |

| N. |                   | Ruolo | Calciatore          |
| -- | ----------------- | ----- | ------------------- |
|    | Italia (bandiera) |       | Gualtieri           |
|    | Italia (bandiera) |       | Giuseppe Mainiero   |
|    | Italia (bandiera) |       | Michele Mastrangelo |
|    | Italia (bandiera) |       | Pietro Montefusco   |
|    | Italia (bandiera) | P     | Morsia              |
|    | Italia (bandiera) |       | Petrocchi           |
|    | Italia (bandiera) |       | Raimondo Raimondi   |
|    | Italia (bandiera) |       | Tufano              |
|    | Italia (bandiera) |       | Renato Vignolini    |
|    | Italia (bandiera) | P     | Lullo               |